# Modliborzyce
Modliborzyce è un comune rurale polacco del distretto di Janów Lubelski, nel voivodato di Lublino.
Ricopre una superficie di 153,15 km² e nel 2004 contava 7 311 abitanti.